# Pedicularis likiangensis
Pedicularis likiangensis är en snyltrotsväxtart. Pedicularis likiangensis ingår i släktet spiror, och familjen snyltrotsväxter.

## Underarter
Arten delas in i följande underarter:
- P. l. likiangensis
- P. l. pulchra